# Борово (община Либражд)
Борово (на албански: Borovë или Borova, Борова) е село в Република Албания, община Либражд, област Елбасан.

## География
Селото се намира в областта Голо бърдо.

## История
В „Етнография на вилаетите Адрианопол, Монастир и Салоника“, издадена в Константинопол в 1878 година и отразяваща статистиката на населението от 1873 година, Боро (Boro) е посочено като село с 50 домакинства, като жителите му са 113 албанци мюсюлмани.
Според статистиката на Васил Кънчов („Македония. Етнография и статистика“) в Борово живеят 280 души българи християни.
На Етнографската карта на Битолския вилает на Картографския институт в София от 1901 година Боровец е чисто албанско село в Дебърската каза на Дебърския санджак с 90 къщи.
През 1913 година в резултата на Балканската война Борово влиза в границите на новосъздадената Албания.
В 1915 година, по време на Първата световна война, селото е анексирано от Царство България. Към 1 март 1916 година Борово е част от Кленската община на българската Дебърска околия.
В рапорт на Сребрен Поппетров, главен инспектор-организатор на църковно-училищното дело на българите в Албания, от август 1930 година Борово е отбелязано като село със 70 къщи албанци.
В 1940 година Миленко Филипович пише, че Борово е албанско село с около 100 къщи. Има предание, че селото е основано от власи скотовъдци. Албанците според него и досега не говорят чист албански, а смесват. Миляна, майката на скопския предприемач Йован Дамянович Вичишки, е от Борово.
До 2015 година селото е част от община Стеблево.